# Reverie (Arca)
Reverie è un singolo della musicista venezuelana Arca, pubblicato il 16 marzo 2017 come terzo estratto dal terzo album in studio Arca.
Il singolo è stato pubblicato, oltre che in formato digitale, anche in vinile 12'' insieme a Saunter.

## Descrizione
Nel brano, la cantante esprime la propria sofferenza amorosa con urla gutturali, con cui chiede al proprio partner di poter essere nuovamente amata e «aperta». I primi versi delle strofe – «Cuando el amor llega así de esta manera / El Carutal reverdece» ("Quando l'amore arriva in questo modo / la Genipa rinverdisce") – sono tratti dalla canzone Caballo Viejo del cantante venezuelano Simón Díaz.

## Tracce
Testi e musiche di Alejandra Ghersi.
1. Reverie – 3:12
2. Saunter – 2:09

## Formazione
Crediti tratti dall'edizione streaming dell'album.
- Alejandra Ghersi – performer associata, missaggio, produttrice, autrice del testo e della musica;
- Matt Colton – ingegnere del suono.

## Date di pubblicazione
| Paese | Data di pubblicazione | Etichetta     | Formato           |
| ----- | --------------------- | ------------- | ----------------- |
| Mondo | 16 marzo 2017         | XL Recordings | Download digitale |
| Mondo | 24 marzo 2017         | XL Recordings | Disco in vinile   |